# 萨维奇群岛
萨维奇群岛（葡萄牙語：Ilhas Selvagens，IPA：[ˈiʎɐʃ sɛɫˈvaʒɐ̃jʃ]）是隶属于葡萄牙的北大西洋小群岛，位于马德拉岛以南280千米处、加纳利群岛以北165千米处。
萨维奇群岛由两个主岛（大萨维奇岛、小萨维奇岛）和一些大小不一的小岛屿构成。从行政上来看，该群岛隶属于葡萄牙马德拉自治区丰沙尔郡大堂区。萨维奇群岛是葡萄牙的极南点。
1971年开始，由于其作为数种鸟类，特别是科里海鸥的重要栖息地，萨维奇群岛被列为自然保护区。葡萄牙政府对本地鸟类和附近水域情况进行了保护。岛上除观察保护野生动物的科研人员和一支葡萄牙海军分遣队外，仅有一个家庭再此居住。2016年5月，国家地理学会科学考察队扩大了海洋保护区的范围。

## 历史

萨维奇群岛与马德拉岛和加纳利群岛的位置关系

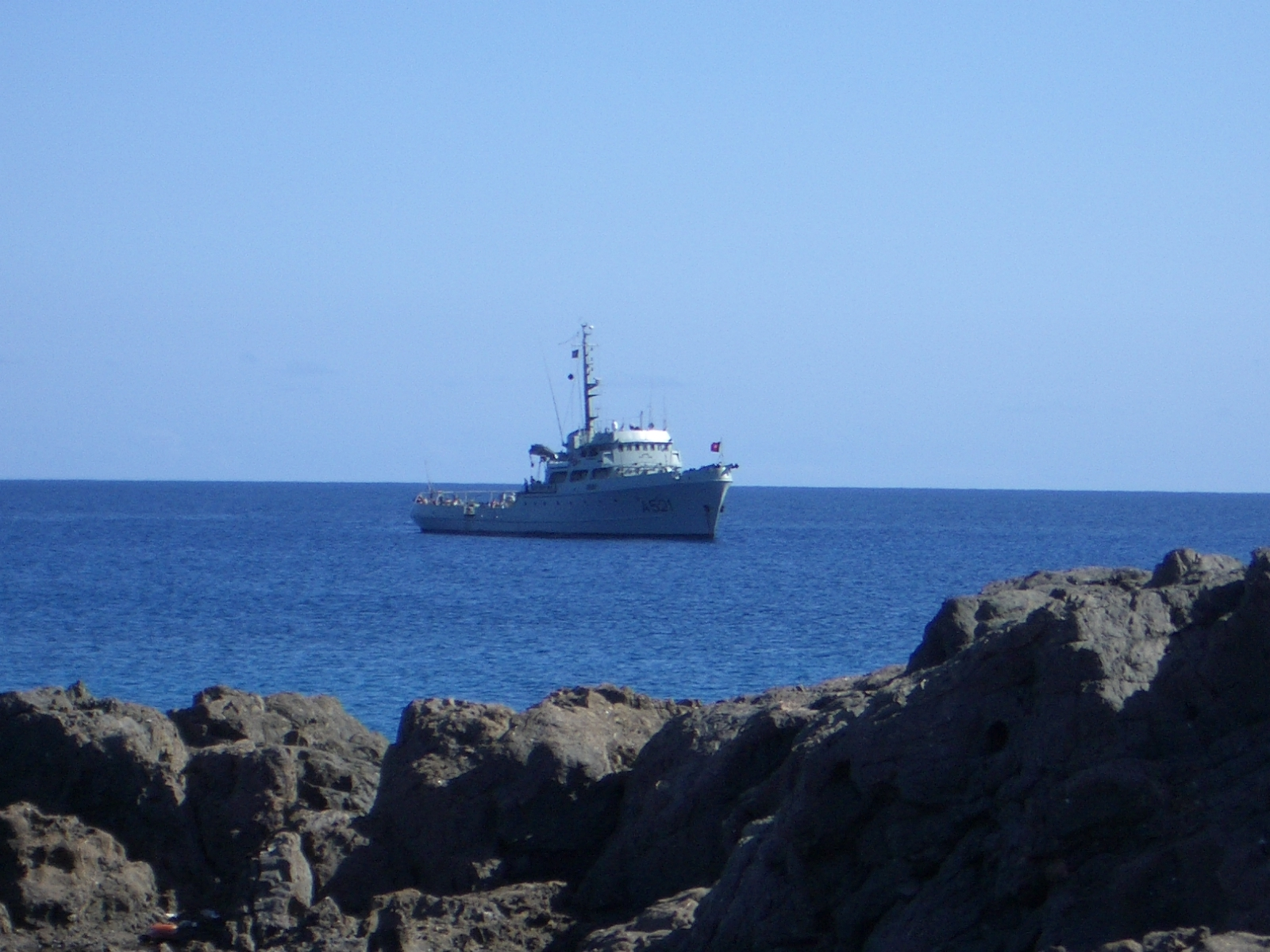
葡萄牙海军舰艇NRP Schultz Xavier在小萨维奇岛附近抛锚

1438年，迪奥戈·戈梅斯偶然的发现了萨维奇群岛。当时关切人已经在加纳利群岛上定居，但在葡萄牙人到来之前，却没有发现在包括萨维奇群岛的马德拉群岛上有人定居过的痕迹。仅此葡萄牙航海家定义这些无主之地为葡萄牙的领土。
第一次对萨维奇群岛殖民的尝试始于1438年，如今还可寻得一些当年的蛛丝马迹。现存的关于这段殖民历史的文字记载是由迪奥戈·戈梅斯于1463年左右所作。据戈梅斯所说，岛上有丰富的染料衣科和梅花衣科地衣，可用作提取红色染料。在这段时间，基督骑士团大团长恩里克统治着这里。
15世纪至19世纪，岛上有几种不同的产业，比如收集冈羊栖菜种子、贝壳、海鲜等。不过始终没有人来此定居。有时过往的渔船会在此短暂停留，在大萨维奇岛上猎取山羊和兔子。有传说在群岛上埋藏着海盗的宝藏。据可信记载，至少有四次探险队前来挖掘的记录，分别发生在1813年、1851年、1856年和1948年，他们最终都没有找到宝藏。
1904年，群岛的所有权被售与路易·罗恰·马查多（葡萄牙語：Luís Rocha Machado）。
1938年1月15日，国际海事法协会确定该群岛的主权属于葡萄牙。1959年，世界自然基金会注意到了这个群岛的自然价值，与当时群岛的拥有者路易·罗恰·马查多（葡萄牙語：Luís Rocha Machado）签署了协议。1971年，葡萄牙政府收回了岛屿的所有权，并将这里划入自然保护区，隶属于马德拉自然公园。1978年，萨维奇的自然保护区被升级至国家级。2002年，萨维奇群岛进入世界自然遗产备选列表。

## 领土争议
葡萄牙与西班牙在萨维奇群岛和加纳利群岛之间的海域有有关专属经济区的争议。